# Демократи (Бразилія)

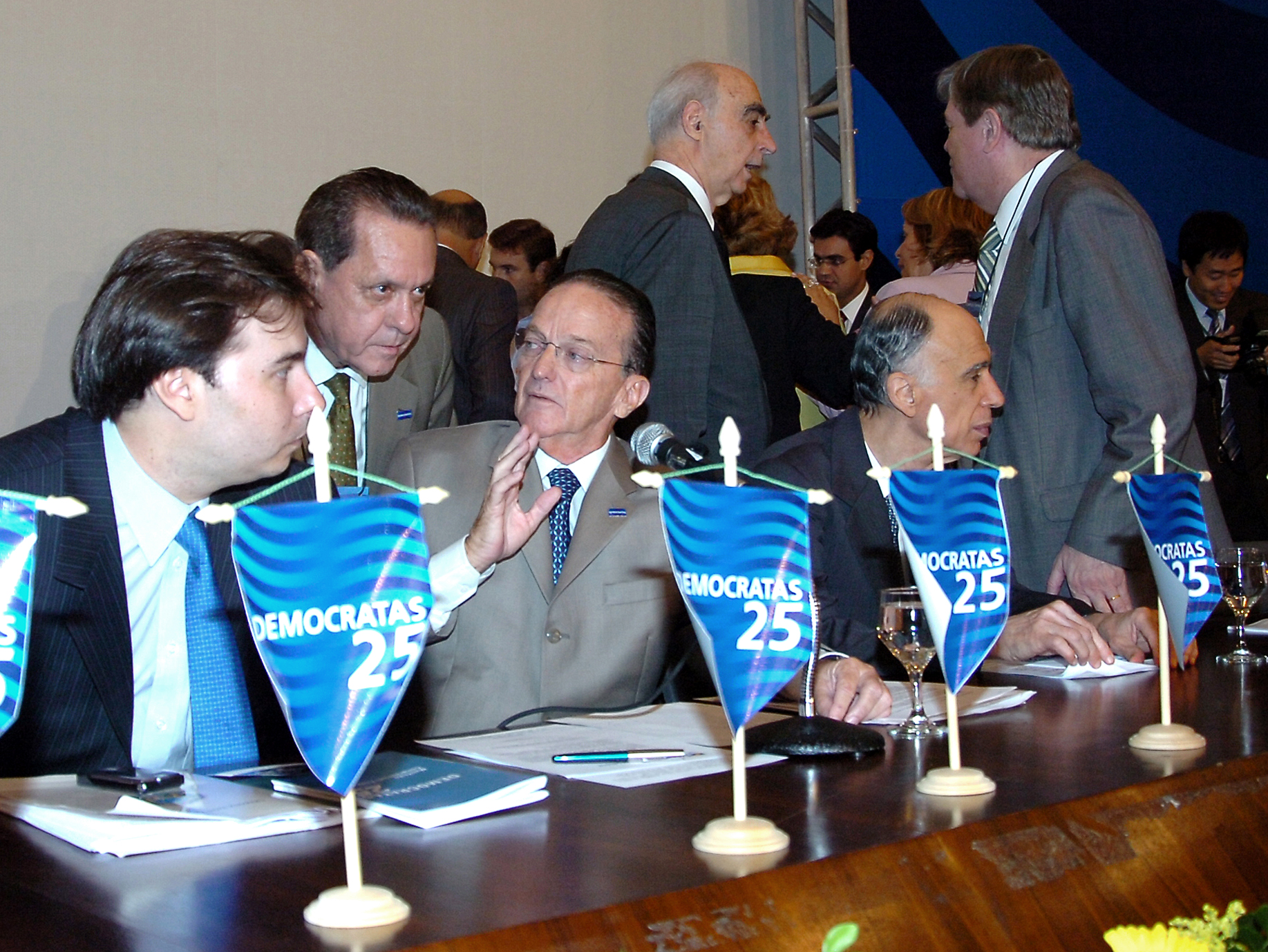
Лідери партії, 2007 рік

Демократи (порт. Democratas, DEM) — політична партія в Бразилії, що зараз вважається головною правоцентристською партією країни. Незважаючи на колишню назву, «Партія ліберального фронту», партія асоціюється з Центристським демократичним інтернаціоналом, колись Християнсько-демократичним інтернаціоналом. Електоральний код партії 25, її кольори — зелений, блакитний і білий.
| Прапор Бразилії | Це незавершена стаття про Бразилію. Ви можете допомогти проєкту, виправивши або дописавши її. |